# مزار مهير بابا

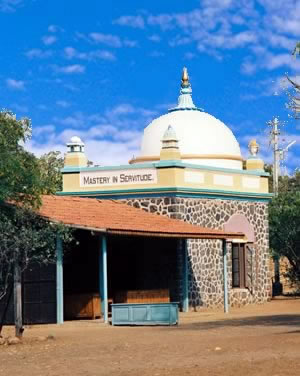
مزار مهير بابا

مزار مهير بابا (في السنسكريتية: سامادهي مهير بابا) هو مزار وضريح المعلم الروحي مهير بابا يقع في مهير أباد في الهند وهو مكان حج لأتباعه. يقع حوالي ستة أميال (10   كم إلى الجنوب من أحمدناغار. تم الانتهاء من بنائه في أغسطس 1938، قبل أكثر من 30 سنة من وفاة بابا في يناير 1969. 

## تاريخ المزار
في يونيو 1927 تم بناء مقصورة من حصائر الخيزران والقصدير من أجل سكن مهير بابا في تلال مهيرأباد. كان للمقصورة بابا ونافذة على الجانب الشرقي. في يوليو من نفس العام، حفر حفرة يبلغ ارتفاعها أربعة أقدام وبعمق 6 أقدام فيها، وبطنت بالحجر وغطيت بألواح خشبية. كان يطلق عليها تلامذته باسم خدة - أي الخندق أو حفرة غرفة. في وقت لاحق تم استبدال القصدير بالحجارة الطينية، وأضيف المزيد من النوافذ. ابتداءً من 16 أغسطس، بدأ بابا باستخدام هذه المقصورة في الغالب للبقاء في عزلة تأملية. في ديسمبر، تم بناء خمس غرف مؤقتة كخلايا للتأمل بجوار المبنى لبعض تلاميذه. في مايو من عام 1934، مزقت عاصفة برد شديدة سقف القصدير وكان لابد من إصلاحها. في عام 1938، أمر بابا ببناء قبة فوقها، وفي ذلك الوقت علم الجميع أن هذا سيكون موقع قبر مهير المستقبلي. 
وقد تم استبدال الجدران الحجرية القديمة بالحجارة السوداء التي أتت من مبنى مكتب البريد الأصلي الذي هدم في العام السابق، بأمر من الحكومة البريطانية بسبب قربه من خطوط السكك الحديدية. في الجزء الأول من شهر أغسطس عام 1938، كانت القبة المكتملة تحتوي على أربعة نماذج ظاهرة: صليب مسيحي، معبد هندوسي، مسجد إسلامي، ونار زرادشتية مثبتة على زوايا السقف. بعد ذلك بوقت قصير، رسمت الفنانة السويسرية هيلين داهم جداريات ملونة على جدران المينى الداخلية، وأكملتها في نوفمبر 1938. تحمل العلامة على المدخل شعار بابا «إتقان في الخدمة». 

## الدفن

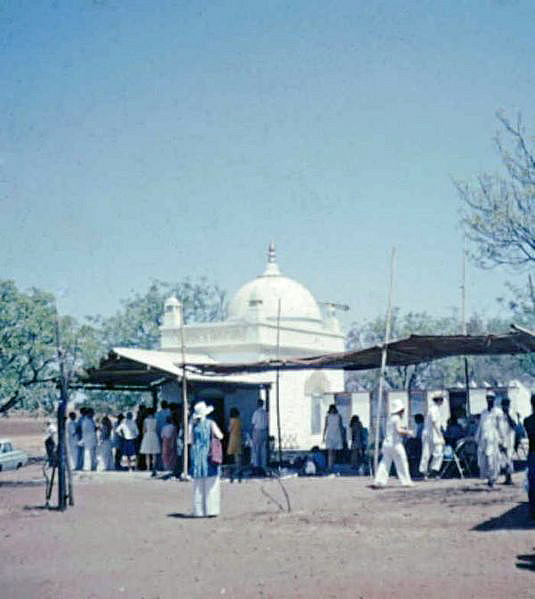
ضريح مهير بابا

في 31 كانون الثاني / يناير 1969 في الساعة 12:15 بعد الظهر بعد أن تلاوه شعر لحافظ الشيرازي، شاعره المفضل، توفي مهير بابا. تم نقل جثته من مهيرزاد إلى المزار في أعالي مهير آباد بواسطة سيارة إسعاف من وتم دفنه في 7 فبراير / شباط عام 1969. وقد أرسل الدكتور بريزمان سيارة الإسعاف من مستشفى بوث. بعد ذلك، تعطلت سيارة الإسعاف نفسها بشكل كامل وكان لابد من استبدالها. كانت الرحلة التي قامت بها السيارة إلى مهيرآباد هي الأخيرة لها. لا تزال النقالة التي حملت جثة بابا محفوظة في حجرة التأمل القصديرية على التل. خلال تلك الأيام السبعة، تماشيًا مع رغبة ميهير بابا، لعبت أغنية كول بورتر "Begin the Beguine " (إبداء الرقص) بشكل متكرر على جهاز اسطوانات. خلال هذا الوقت جاء الناس من جميع أنحاء الهند وعدد قليل من الغرب للقيام بمناسك الدارشان (سنسكريتية تعني القاء النظرة الأخيرة قبل الدفن) ولرؤية شكله المادي للمرة الأخيرة. وخلال هذه الأيام السبعة من الدرداشان، اغلقت مدينة مكة بسبب غرقها في بمياه الفيضان. أعلنت جميع الإذاعات الهندية، عن طريق الخطأ، عن وفاة بابا في الساعة 10:00 مساء يوم 31 بينما كان وقت الوفاة الفعلي الساعة 12:15 بعد الظهر. في اليوم التالي، تم نشر إعلانات على الراديو لعدة مرات خلال اليوم، كما بثت محطة بي بي سي الأخبار عن موته.

## اليوم
في يومنا الحاضر، أصبح المزار مكان للحج لأتباع مهير بابا من جميع أنحاء العالم، مستقطبا أكبر حشودهم في احتفال أمارتثي وهو تاريخ الاحتفال بذكرى وفاة بابا. 

## صور حجاج المزار والمباني المحيطة بها

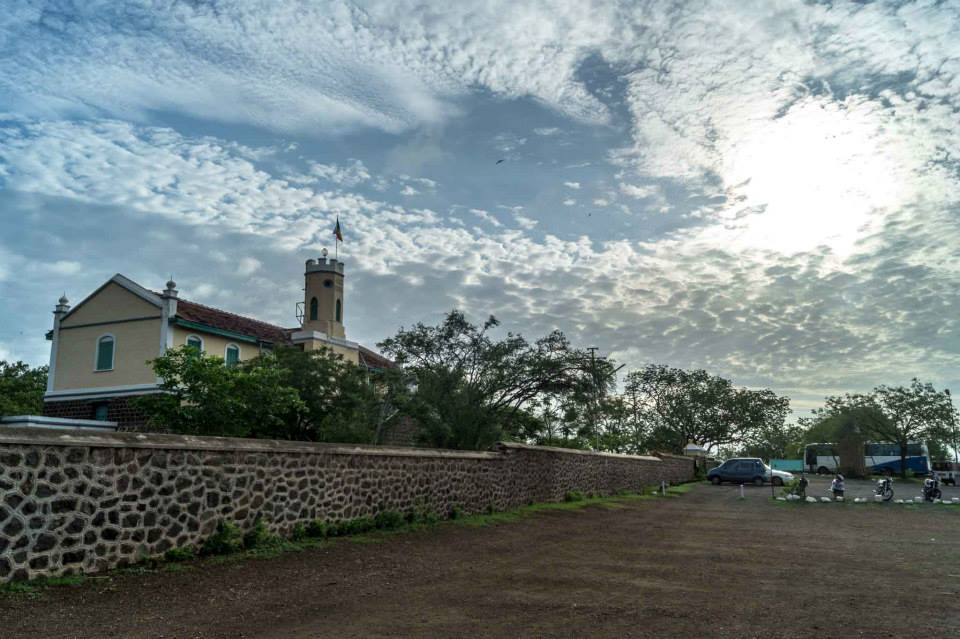
برج المياه في أعالي مهر آباد
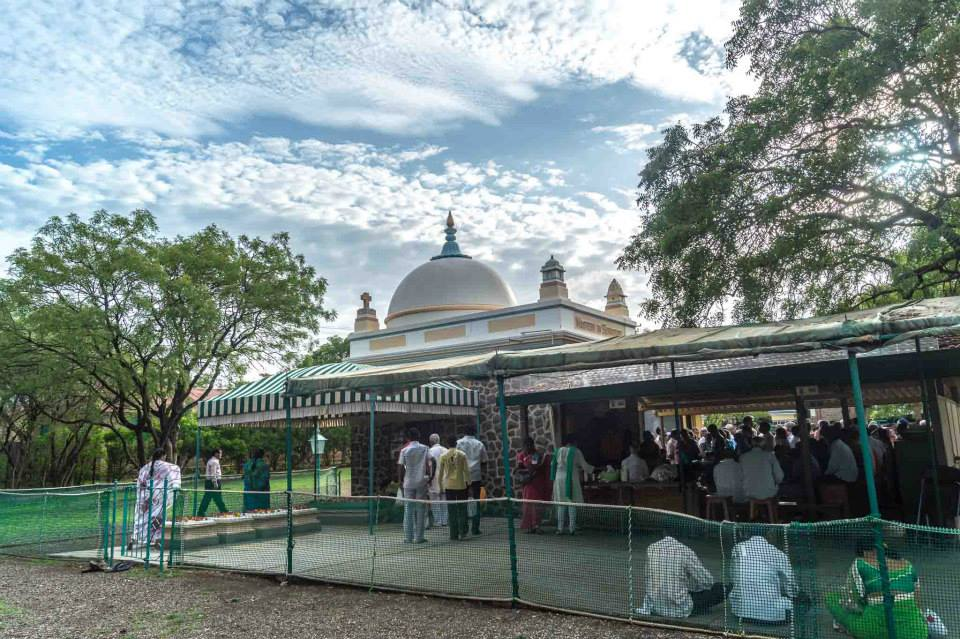
ضريح مزار مهيرر بابا مع الحجاج
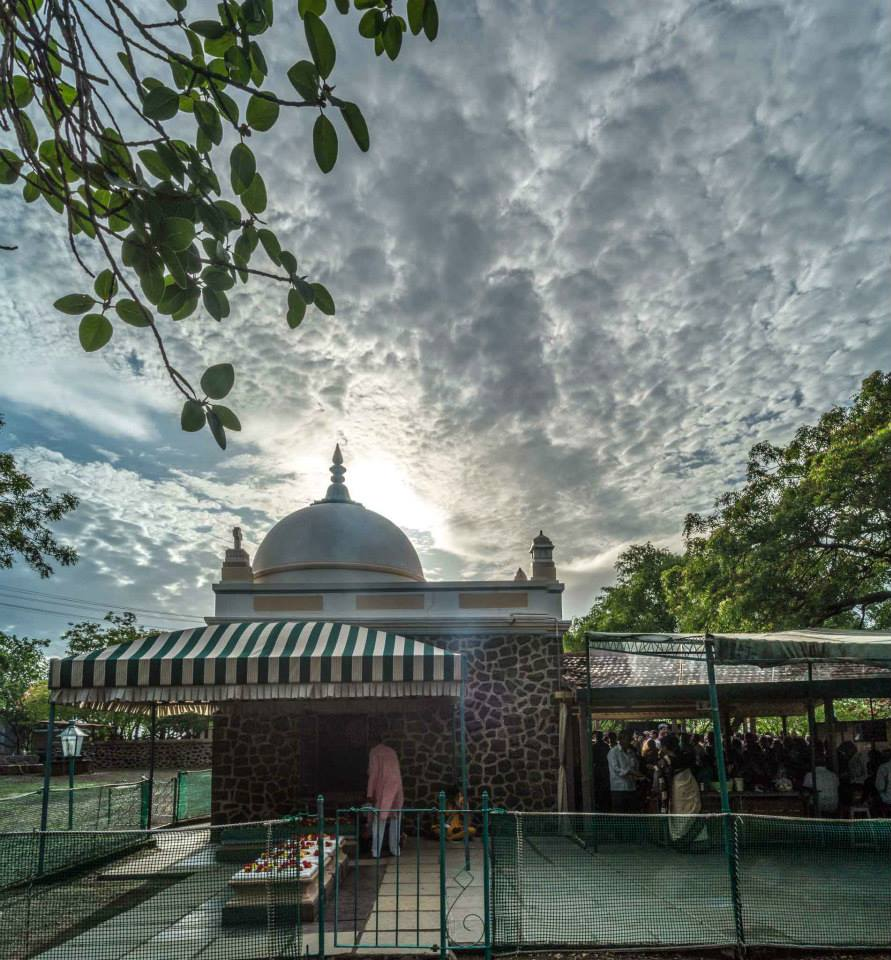
هيكل المزار
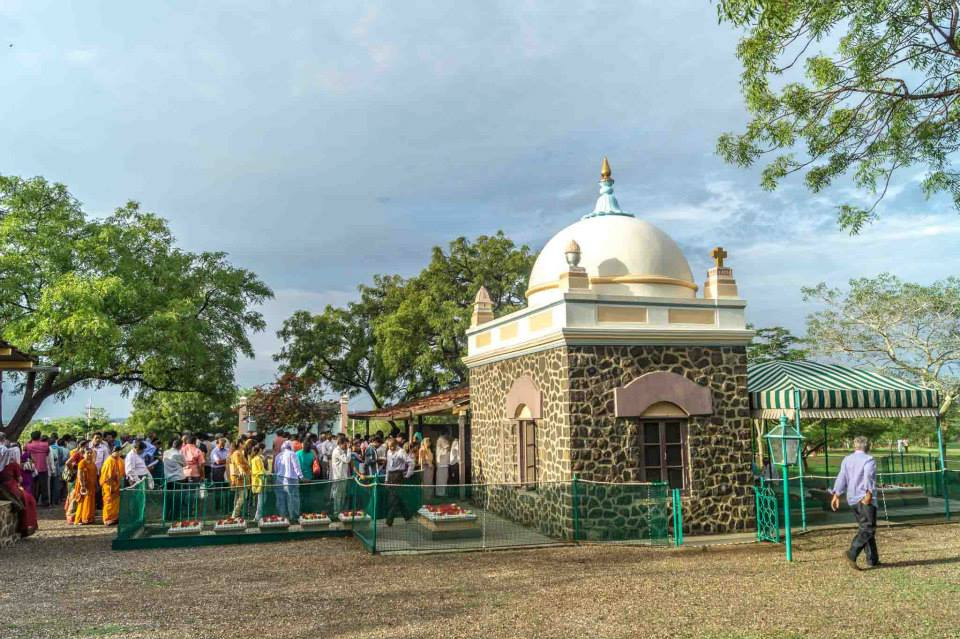
عرض القبور الأخرى حول المزار

1. ↑   Kalchuri، Bhau: "Meher Prabhu: Lord Meher، The Biography of the Avatar of the Age، Meher Baba"، Manifestation، Inc. 1986. pp. 956، 989
2. ↑   Kalchuri، Bhau: "Meher Prabhu: Lord Meher، The Biography of the Avatar of the Age، Meher Baba"، Manifestation، Inc. 1986. p. 1869
3. ↑   Kalchuri، Bhau، Meher Prabhu: Lord Meher، The Biography of the Avatar of the Age، Meher Baba ، Manifestation، Inc. 1986. p. 1806
4. ↑   Kalchuri، Bhau: "Meher Prabhu: Lord Meher، The Biography of the Avatar of the Age، Meher Baba"، Manifestation، Inc. 1986. p. 2307
5. ↑   The Awakener Magazine ، 1970، Volume 13، Numbers 1 and 2، p. 8
6. ↑   Kalchuri، Bhau: "Meher Prabhu: Lord Meher، The Biography of the Avatar of the Age، Meher Baba"، Manifestation، Inc. 1986. p. 6740
7. ↑   Kalchuri، Bhau: "Meher Prabhu: Lord Meher، The Biography of the Avatar of the Age، Meher Baba"، Manifestation، Inc. 1986. p. 6721 ، 6722

## روابط خارجية
- صورة المزار الداخلية